# Rhynchocypris percnurus
Rhynchocypris percnurus es una especie de peces de la familia
Cyprinidae en el orden de los Cypriniformes.

## Morfología
- Los machos pueden llegar alcanzar los 18,5 cm de longitud total y 100 g de peso.[1][2]

## Alimentación
Come gusanos, crustáceos insectos y sus larvas.

## Hábitat
Es un pez de agua dulce y de clima templado. (15 °C-23 °C).

## Distribución geográfica
Se encuentra en Alemania, Polonia, ríos  árticos rusos y la  cuenca del río Amur.